# Hans Hoffmann (Biologe)
Hans Hoffmann (* 23. Januar 1896 in Dahlen (Sachsen); † 9. Januar 1947 im Speziallager Nr. 2 Buchenwald) war ein deutscher Zoologe.

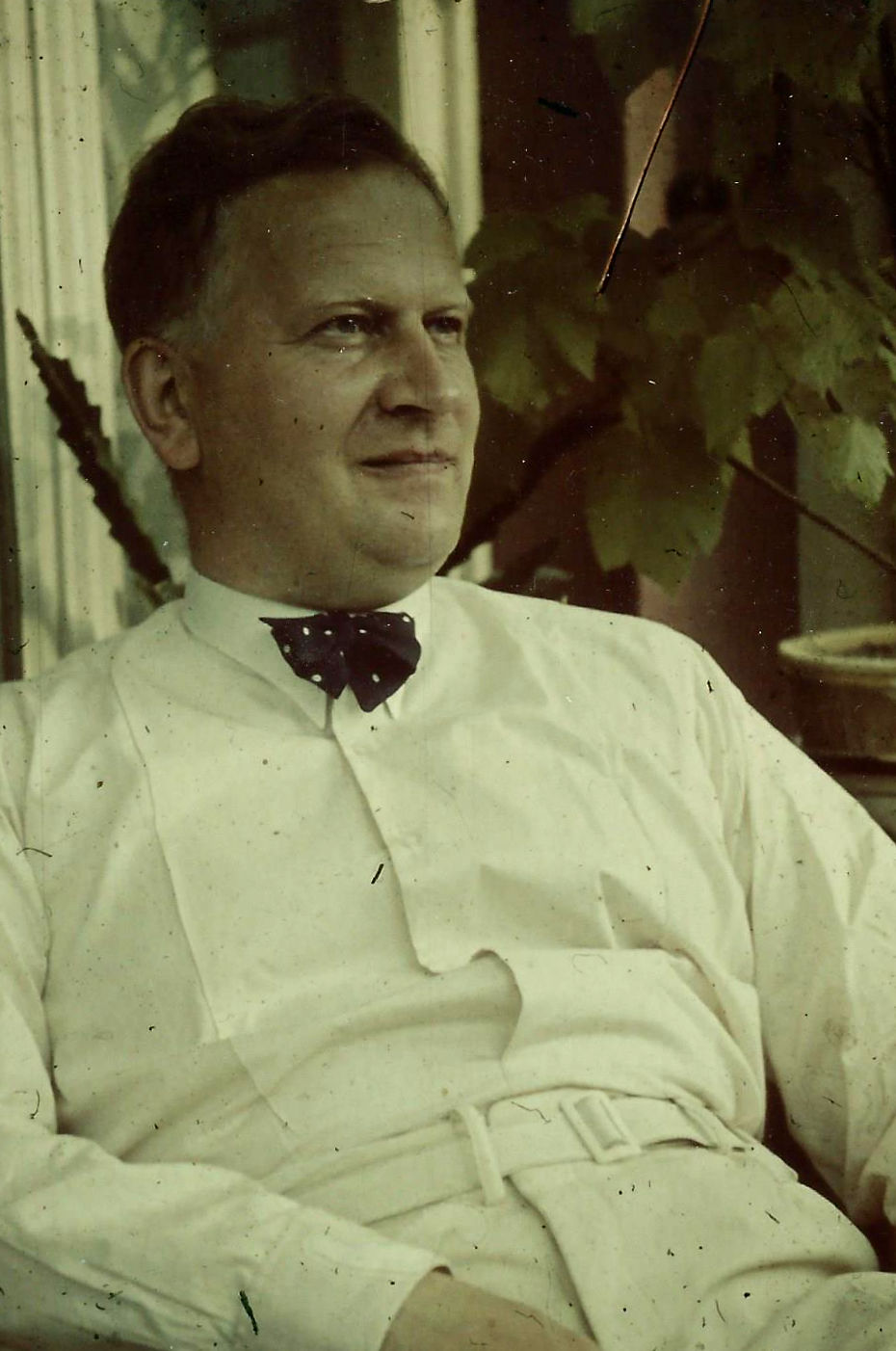
Der Zoologe Prof. Dr. Hans Hoffmann

## Leben
Hans Hoffmann war der zweite Sohn des Arztes Oscar Hoffmann (* 24. Oktober 1863 in Seifhennersdorf; † 4. Februar 1931 in Panitzsch bei einem Autounfall) und dessen Frau Katharina Hoffmann, geb. Glass (* 10. Januar 1868 in Regis an der Pleisse; † 4. Februar 1931 in Panitzsch bei einem Autounfall). Der ältere Bruder war der Arzt Fritz Hoffmann praktizierend in Dahlen (Sachsen). Der jüngere Bruder war Curt Hoffmann an der Universität Kiel. Hans Hoffmann besuchte ab 1907 das Königin-Carola-Gymnasium in Leipzig, das er zum Beginn des Ersten Weltkriegs 1914 mit Abitur verließ, um als Kriegsfreiwilliger zu dienen. Seine Ausbildung erfolgte ab 7. August 1914 und ab 12. September 1914 an der französischen Front. Am 19. November 1914 wurde er am rechten Arm verwundet und am 30. Juni 1915 als kriegsuntauglich entlassen. 1915 begann er ein Studium in Leipzig: Zoologie bei Johannes Meisenheimer, Experimentalphysik bei Otto Wiener, Gesteinskunde und Mineralogie bei Friedrich Rinne, Chemie bei Carl Paal und Arthur Hantzsch, Botanik bei Wilhelm Pfeffer, Johannes Buder und Peter Stark, Mathematik bei Gustav Herglotz, Biologie der Weichtiere bei Heinrich Simroth, Physiologie bei Siegfried Garten, Chemiedidaktik bei Julius Wagner sowie Philosophie und Pädagogik bei Paul Barth.
Nach Prüfung am 12. Dezember 1919 bei Meisenheimer, Pfeffer und Hantzsch am 7. Mai 1920 erfolgte die Promotion zum Doktor der Philosophie mit der Dissertation Über die Entwicklung der Geschlechtsorgane bei Limax maximus Linnaeus. Am 22. und 23. November 1920 folgte die Prüfung für das Lehramt an höheren Schulen in den Fächern Chemie, Botanik, Zoologie durch die wissenschaftliche Prüfungs Commission der Universität Leipzig. Von Januar bis Mai 1921 war er wissenschaftlicher Mitarbeiter an der Reichsanstalt für Land- und Forstwirtschaft in Berlin-Dahlem, von Juni 1921 bis Dezember 1921 Assistent am Zoologischen Institut der Universität Leipzig und auf Empfehlung von Johannes Meisenheimer ab Januar 1922 Assistent bei Ludwig Plate am Zoologischen Institut der Universität Jena. Ab 1929 war Hoffmann tit. a.o. Professor, dann 1939 außerplanmäßiger Professor und 1940 Oberassistent. Am 26. Oktober 1945 wurde Hans Hoffmann ohne Angabe von Gründen vom NKVD verhaftet und in das Speziallager Nr. 2 Buchenwald überführt. Er starb dort am 9. Januar 1947 an Lungen-TBC. Tote aus dem Speziallager Nr. 2 Buchenwald wurden in nahegelegenen Waldstücken gruppenweise vergraben. Er wurde am 15. Dezember 1945 formal aus dem Dienst der Universität entlassen. Hans Hoffmann war zweimal verheiratet und hatte drei Kinder in seiner zweiten Ehe mit der Zoologin Hilde Hoffmann, geb. Leuschel (* 3. Juli 1908 in Bautzen; † 7. November 1989 in Wachenheim an der Weinstraße).

## Wirken
Hans Hoffmann hielt vom Sommersemester 1925 bis 1944 insgesamt 22 verschiedene meist einstündige Vorlesungen. Einige wurden in mehreren Jahren gehalten darunter „Entwicklungsgeschichte unter besonderer Berücksichtigung der Wirbellosen“, „Allgemeine Tiergeographie“, „Die Organe und ihre Funktion I“, „Symbiose“, und „Protozoen“. Seit Jürgen Wilhelm Harms Amtsantritt als Leiter des Zoologischen Instituts der Universität Jena 1935 war Hoffmann erster Assistent und damit bei Harms Abwesenheit für die Amtsgeschäfte zuständig.

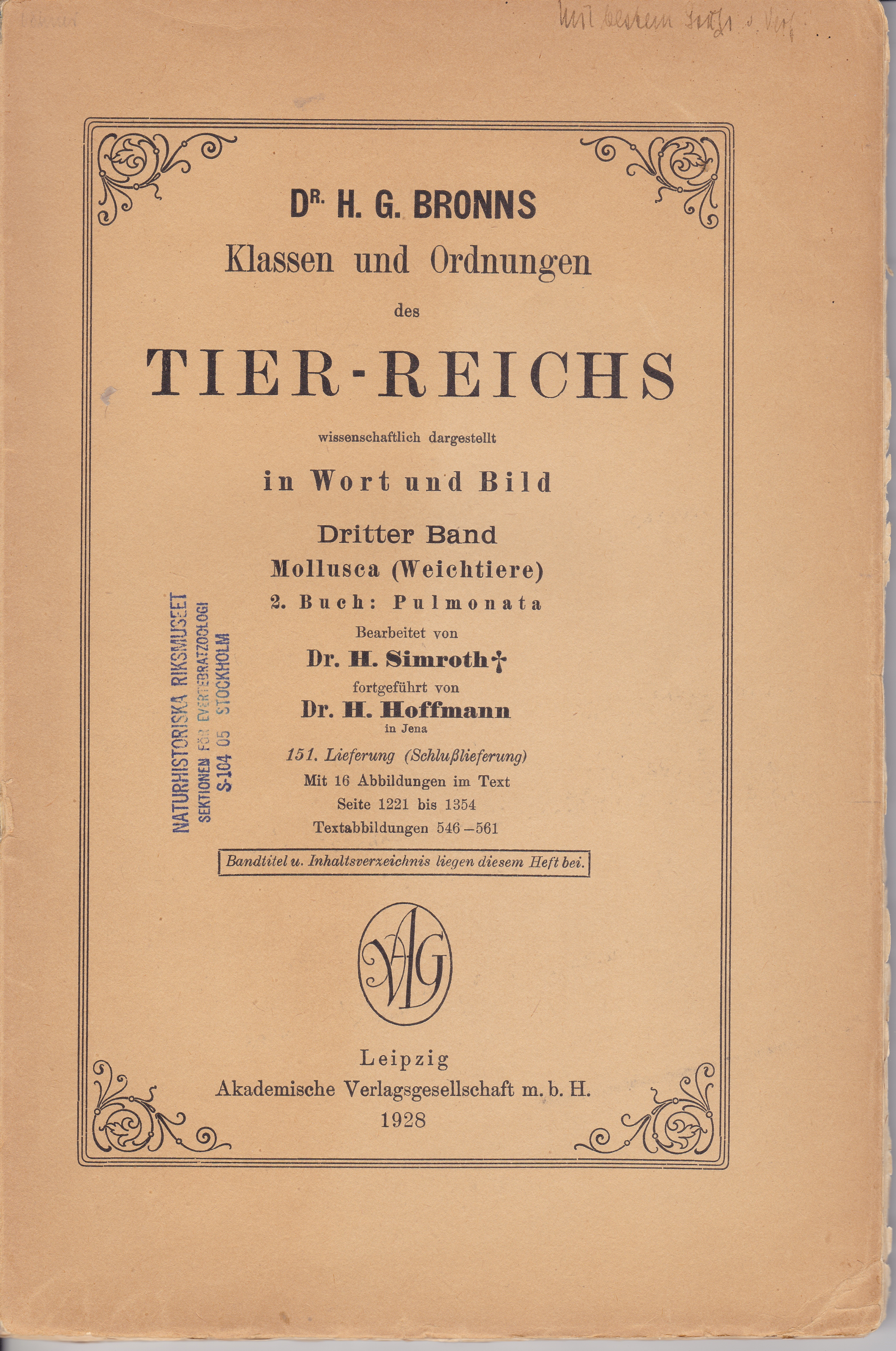
Titelseite von Bronns Klassen und Ordnungen des Tier-Reichs 3. Band 2. Buch 1928

Das wissenschaftliche Werk umfasst mehr als 50 Publikationen und schließt so umfangreiche und bedeutende Werke wie die Lieferungen zu Bronns Klassen und Ordnungen des Tierreichs 3. Band Gastropoda 2. Buch Pullmonata 1928 (bis 1917 von Simroth bearbeitet), 3. Band, I. Abteilung Nachträge I-III Amphineura und Scaphopoda 1930 (bis 1917 von Simroth bearbeitet) und 3. Band II. Abteilung Gastropoda 3. Buch Opisthobranchia 1939 mit zusammen mehr als 3000 Seiten ein. 1931 veröffentlichte Hoffmann seinen Leitfaden für histologische Untersuchungen an Wirbellosen und Wirbeltieren, der 1994 noch gewürdigt wurde als „[…]das in seiner Art bis heute keinen direkten Nachfolger gefunden hat.“ (Heinz Penzlin: Geschichte der Zoologie in Jena, Seite 92).
Bis 1935 wurde das Zoologische Institut von Ludwig Plate geleitet. Er verfasste 1935 eine Beurteilung der Leistungen Hoffmanns im Rahmen der Verhandlungen um seine Nachfolge.
„Wir verdanken ihm 48 Abhandlungen und Bücher, welche sich ganz überwiegend mit Mollusken beschäftigen. […] Das er als 1. Autorität auf diesem Gebiete gilt, beweist seine umfangreiche Bearbeitung in Bronn's Klassen und Ordnungen. […] Das Hoffmann ganz allgemein über alle Tierklassen gut unterrichtet ist, beweist sein 'Leitfaden für histologische Untersuchungen' […] Hoffmann ist ein glänzender Dozent und versteht vorzüglich die Studenten in den praktischen Übungen anzuleiten."“ (Ludwig Plate: Universitätsarchiv Jena Bestand N, Nr. 45, Bl.133). 1936 beurteilte Jürgen Wilhelm Harms seinen Mitarbeiter Hoffmann folgendermaßen „Herr Professor Hoffmann ist seit 1921 wissenschaftlich mit Veröffentlichungen vornehmlich auf dem Gebiet der Mollusken hervorgetreten. Die Entwicklung, Stammesgeschichte, Systematik und Tiergeographie dieses Tierstammes hat er so wesentlich gefördert, dass er als Autorität auf diesem Gebiete anerkannt ist. […] Er ist sowohl im Betriebe des Institutes und des Phyletischen Museums wie im Unterricht als 1. Assistent eine unentbehrliche Kraft.“ (Jürgen Wilhelm Harms: Universitätsarchiv Jena, Best. D Nr. 1296, Blatt 35). Das erwähnte Phyletische Museum war von Plates Vorgänger Ernst Häckel 1907 gegründet worden.
Hans Hoffmann reiste zu Forschungsaufenthalten zur Biologischen Anstalt Helgoland und mindestens zwei Mal zur Zoologischen Station Neapel.
Hoffmann war mit Georg Grimpe befreundet, mit dem er auch wissenschaftliche Publikationen verfasste. 1936 schrieb Hans Hoffmann einen Nachruf auf Grimpe, der im Archiv für Molluskenkunde erschien.
20 Jahre nach seinem Tod benannten Eveline Marcus und Ernst Marcus 1967 im Gedenken an Hans Hoffmann eine Meeresschnecke Hoffmannola hansi.

## Veröffentlichungen (Auswahl)
- Über die Entwicklung der Geschlechtsorgane bei Limax maximus Linnaeus von Hans Hoffmann, Zoologischer Anzeiger 53. Band, Verlag von Wilhelm Engelmann, Leipzig 1921
- Kleiner Leitfaden der anatomisch-zoologischen Mikroskopier-Technik von Herbert Michael und Hans Hoffmann, Verlag Hachmeister & Thal, Leipzig 1922
- Lebenskunde – Gemeinverständliche Abhandlungen aus der Wissenschaft vom Leben Band 2: Augen und andere Lichtsinnesorgane von Hans Hoffmann, Herausgeber Walter Stempell, Verlag E. A. Seemann Leipzig 1922
- Mollusca-Gastropoda-Pulmonata. Bronns Klassen und Ordnungen des Tierreichs, 3. Band, II. Abtlg., 2. Buch Akad. Verlagsanstalt Leipzig 1928
- Leitfaden für histologische Untersuchungen an Wirbellosen und Wirbeltieren von Hans Hoffmann a.o. Professor für Zoologie an der Universität Jena, Verlag von Gustav Fischer in Jena, 1931
- Mollusca-Gastropoda-Opisthobranchia. Bronns Klassen und Ordnungen des Tierreichs, 3. Band, II. Abtlg., 3. Buch Akad. Verlagsanstalt Leipzig 1939